# Paul Scardon
Paul Scardon, né le 6 mai 1874 à Melbourne (Australie) et mort le 17 janvier 1954 à Fontana (Californie), est un acteur et réalisateur australien.

## Filmographie

### comme acteur
- 1909 : To Save Her Soul : In Audience
- 1912 : The Closed Bible
- 1912 : The Pleasures of Camping
- 1912 : Thorns of Success
- 1912 : The Butterfly
- 1912 : Belligerent Benjamin
- 1912 : The Simple Life
- 1912 : Hazel Kirke : Aaron
- 1913 : The Cabby and the Demon
- 1913 : Saved from Sin
- 1913 : Frau Van Vinkle's Crullers
- 1913 : The Prima Donna's Cat
- 1913 : The Madcap of the Hills
- 1913 : His Uncle's Heir
- 1913 : Below the Deadline
- 1913 : Peg of the 'Polly P'
- 1913 : The Clown's Daughter
- 1913 : The Missing Ring
- 1913 : Hearts of the Dark
- 1913 : The Bracelet
- 1913 : Her Father's Daughter
- 1913 : For Another's Crime
- 1913 : Four $100 Bills
- 1913 : The Mighty Atom
- 1913 : The Alternative
- 1914 : Four Thirteen
- 1914 : Slim Hogan's Getaway
- 1914 : The Hidden Clue
- 1914 : A Lesson in Bridge
- 1914 : The Impostor
- 1914 : Caught in the Web
- 1914 : The Surgeon's Experiment
- 1914 : La Case de l'oncle Tom (Uncle Tom's Cabin) de William Robert Daly : Haley
- 1914 : The Barrel Organ
- 1914 : The Blood Ruby
- 1914 : The Mill of Life
- 1914 : Goodbye Summer (en) de Van Dyke Brooke
- 1915 : Breaking In
- 1915 : Between the Two of Them
- 1915 : The Juggernaut : Alexander Jones
- 1915 : The Breath of Araby : Capitaine Thurston
- 1915 : The Goddess : Professeur Stilliter
- 1915 : The Girl Who Might Have Been
- 1915 : The Sins of the Mothers : Anatole De Voie
- 1915 : Miss Jekyll and the Madame Hyde
- 1915 : L'Invasion des États-Unis (The Battle Cry of Peace) de Wilfrid North et J. Stuart Blackton : Ulysses S. Grant
- 1916 : The Alibi : Walter Slayton
- 1939 : The Man from Montreal de Christy Cabanne : rôle indéterminé
- 1940 : The Fatal Hour de William Nigh
- 1940 : The Green Hornet : Timothy Bryan [Ch. 7]
- 1940 : La Valse dans l'ombre (Waterloo Bridge) de Mervyn LeRoy : portier
- 1940 : The Fargo Kid (en) d'Edward Killy : Caleb Winters
- 1941 : Lady from Louisiana : juge Wilson
- 1941 : The Son of Davy Crockett (en) de Lambert Hillyer : Zeke
- 1942 : Pendu à l'aube (en) (Today I Hang) de Oliver Drake : Hobbs
- 1942 : The Man Who Returned to Life : Révérend Tuller
- 1942 : La Blonde de mes rêves (My Favorite Blonde) de Sidney Lanfield : Dr. Robert Higby
- 1942 : Madame Miniver (Mrs. Miniver) de William Wyler : Nobby
- 1942 : Tish : Employé de poste de Toronto
- 1942 : Un drôle de lascar (A Yank at Eton) de Norman Taurog : Old Cleaner
- 1943 : The Man from the Rio Grande (en) de Howard Bretherton : Two-Way Hanlon
- 1944 : Les Aventures de Mark Twain (The Adventures of Mark Twain) de Irving Rapper : Rudyard Kipling
- 1945 : La Duchesse des bas-fonds (Kitty) de Mitchell Leisen : employé des Pompes funèbres
- 1945 : Les Quatre Bandits de Coffeyville (The Daltons Ride Again)
- 1946 : Cinderella Jones : Juge Rutledge
- 1946 : Down Missouri Way : Prof. Lewis
- 1946 : Gentleman Joe Palooka : File Room Attendant
- 1946 : The Verdict de Don Siegel : Sexton
- 1947 : Time Out of Mind : Majordome
- 1947 : Joe Palooka in the Knockout : employé aux chemins de fer
- 1947 : La Cité magique (Magic Town) de William A. Wellman : Hodges
- 1947 : L'As du cinéma (Merton of the Movies) de Robert Alton : Membre du club
- 1947 : The Fabulous Texan (en)
- 1948 : Le Secret derrière la porte (Secret Beyond the Door...) de Fritz Lang : œil de chouette
- 1948 : Joe Palooka in Fighting Mad : Dr. Burman
- 1948 : The Sign of the Ram : Perowen
- 1948 : Le Pénitencier du Colorado (Canon City) de Crane Wilbur : Joe Bondy
- 1948 : The Shanghai Chest : gardien du cimetière
- 1948 : Il marchait dans la nuit (He Walked by Night) d'Alfred L. Werker et Anthony Mann : propriétaire du magasin d'alcool
- 1949 : Un Yankee à la cour du roi Arthur (A Connecticut Yankee in King Arthur's Court) de Tay Garnett : le camelot aux cheveux blancs
- 1949 : Face au châtiment (The Doolins of Oklahoma) de Gordon Douglas : petit rôle
- 1949 : Samson et Dalila (Samson and Delilah) de Cecil B. DeMille

### comme réalisateur
- 1913 : The Cabby and the Demon
- 1913 : Saved from Sin
- 1916 : Phantom Fortune
- 1916 : The Island of Surprise
- 1916 : The Hero of Submarine D-2
- 1916 : The Man Hunt
- 1916 : The Redemption of Dave Darcey
- 1916 : The Alibi
- 1916 : The Dawn of Freedom
- 1916 : A Prince in a Pawnshop
- 1916 : La Rose du Sud (Rose of the South)
- 1916 : The Enemy
- 1917 : Her Right to Live
- 1917 : Arsene Lupin
- 1917 : Le Mystère de l'appartement 29 (Apartment 29)
- 1917 : The Hawk
- 1917 : The Maelstrom
- 1917 : The Stolen Treaty (en)
- 1917 : Transgression
- 1917 : Soldiers of Chance
- 1917 : The Love Doctor
- 1917 : The Grell Mystery
- 1917 : In the Balance
- 1918 : L'Autre (The Other Man)
- 1918 : The Desired Woman
- 1918 : A Bachelor's Children
- 1918 : The Golden Goal
- 1918 : A Game with Fate
- 1918 : Tangled Lives
- 1918 : All Man
- 1918 : The Green God
- 1918 : Le Roi du diamant (The King of Diamonds)
- 1918 : Blake le pirate (Hoarded Assets)
- 1919 : Silent Strength
- 1919 : Mirage d'amour (Fighting Destiny)
- 1919 : Beating the Odds
- 1919 : Beauty-Proof
- 1919 : The Man Who Won
- 1919 : In Honor's Web
- 1919 : The Gamblers
- 1919 : The Darkest Hour
- 1920 : Les Compagnons de la nuit (Partners of the Night)
- 1920 : Children Not Wanted
- 1920 : Milestones
- 1920 : Her Unwilling Husband
- 1920 : The Broken Gate
- 1921 : The Breaking Point
- 1921 : False Kisses
- 1922 : Shattered Dreams
- 1922 : The Golden Gallows
- 1922 : A Wonderful Wife
- 1922 : When the Devil Drives
- 1924 : Her Own Free Will